# Barron Falls
Barron Falls är ett vattenfall i Australien. Det ligger i delstaten Queensland, omkring 1 400 kilometer nordväst om delstatshuvudstaden Brisbane.
Runt Barron Falls är det ganska glesbefolkat, med 21 invånare per kvadratkilometer.. Närmaste större samhälle är Cairns, omkring 17 kilometer sydost om Barron Falls. 
I omgivningarna runt Barron Falls växer i huvudsak städsegrön lövskog.  Genomsnittlig årsnederbörd är 1 800 millimeter. Den regnigaste månaden är mars, med i genomsnitt 445 mm nederbörd, och den torraste är september, med 23 mm nederbörd.